# Wonodadi Kulon
Wonodadi Kulon is een bestuurslaag in het regentschap Pacitan van de provincie Oost-Java, Indonesië. Wonodadi Kulon telt 3982 inwoners (volkstelling 2010).